# Wissadula hernandioides
Wissadula hernandioides là một loài thực vật có hoa trong họ Cẩm quỳ. Loài này được (L'Hér.) Garcke miêu tả khoa học đầu tiên năm 1890.